# Bahnstrecke Villa Literno–Napoli Gianturco
| Der unterirdische Haltepunkt Napoli Montesanto |                      |                                                                                 |                                                                                 |
| Streckennummer (RFI): | 129                  |                                                                                 |                                                                                 |
| Kursbuchstrecke (IT): | M80                  |                                                                                 |                                                                                 |
| Streckenlänge: | 36 km                |                                                                                 |                                                                                 |
| Spurweite: | 1435 mm (Normalspur) |                                                                                 |                                                                                 |
| Stromsystem: | 3 kV =               |                                                                                 |                                                                                 |
| Zweigleisigkeit: | ja                   |                                                                                 |                                                                                 |
| |                      |                                                                                 |                                                                                 |
| \| \| \| von Rom \| \| \| \| 180,348 \| Villa Literno \| Villa Literno \| \| \| \| nach Napoli Centrale und nach Cancello \| \| \| \| 188,682 \| Giugliano-Qualiano \| Giugliano-Qualiano \| \| \| \| Monteleone (1878 m) \| \| \| \| \| Ferrovia Circumflegrea \| \| \| \| 196,087 \| Quarto di Marano seit 1939[1] \| Quarto di Marano seit 1939[1] \| \| \| 198,144 \| Via Campana \| Via Campana \| \| \| \| Tangenziale di Napoli (A 56) \| \| \| \| 201,339 \| Pozzuoli Solfatara \| Pozzuoli Solfatara \| \| \| \| Campi Flegrei (1776 m) \| \| \| \| 204,983 \| Bagnoli-Agnano Terme \| Bagnoli-Agnano Terme \| \| \| \| Ferrovia Cumana \| \| \| \| \| \| \| \| \| 206,815 \| Cavalleggeri Aosta seit 1961[2] \| Cavalleggeri Aosta seit 1961[2] \| \| \| 207,448 \| Napoli Campi Flegrei (→ Ferrovia Cumana) \| Napoli Campi Flegrei (→ Ferrovia Cumana) \| \| \| 207,898 \| Napoli Piazza Leopardi seit 1927[3] \| Napoli Piazza Leopardi seit 1927[3] \| \| \| \| Posillipo (1519 m) \| \| \| \| 209,892 \| Napoli Mergellina (bis 2017 Bahnhof)[4] \| Napoli Mergellina (bis 2017 Bahnhof)[4] \| \| \| 210,296 \| Metropolitana (6041 m) \| Metropolitana (6041 m) \| \| \| 211,550 \| Napoli Piazza Amedeo (→ Funicolare di Chiaia) \| Napoli Piazza Amedeo (→ Funicolare di Chiaia) \| \| \| 213,050 \| Napoli Montesanto (→ Circumflegrea, Cumana und Funicolare di Montesanto) \| Napoli Montesanto (→ Circumflegrea, Cumana und Funicolare di Montesanto) \| \| \| 214,370 \| Napoli Piazza Cavour (→ U-Bahn-Linie 1) \| Napoli Piazza Cavour (→ U-Bahn-Linie 1) \| \| \| 215,971 \| Napoli Piazza Garibaldi (→ Napoli Centrale, Circumvesuviana und U-Bahn-Linie 1) \| Napoli Piazza Garibaldi (→ Napoli Centrale, Circumvesuviana und U-Bahn-Linie 1) \| \| \| 216,337 \| \| \| \| \| 217,302 \| Napoli Gianturco \| Napoli Gianturco \| \| \| \| nach Salerno / nach Cassino \| \| |                      |                                                                                 |                                                                                 |
| Strecke |                      | von Rom                                                                         | von Rom                                                                         |
| Bahnhof | 180,348              | Villa Literno                                                                   | Villa Literno                                                                   |
| Abzweig geradeaus und nach links |                      | nach Napoli Centrale und nach Cancello                                          | nach Napoli Centrale und nach Cancello                                          |
| Bahnhof | 188,682              | Giugliano-Qualiano                                                              | Giugliano-Qualiano                                                              |
| Tunnel |                      | Monteleone (1878 m)                                                             | Monteleone (1878 m)                                                             |
| Kreuzung geradeaus oben |                      | Ferrovia Circumflegrea                                                          | Ferrovia Circumflegrea                                                          |
| Haltepunkt / Haltestelle | 196,087              | Quarto di Marano seit 1939                                                      | Quarto di Marano seit 1939                                                      |
| Haltepunkt / Haltestelle | 198,144              | Via Campana                                                                     | Via Campana                                                                     |
| Strecke mit Straßenbrücke |                      | Tangenziale di Napoli (A 56)                                                    | Tangenziale di Napoli (A 56)                                                    |
| Bahnhof | 201,339              | Pozzuoli Solfatara                                                              | Pozzuoli Solfatara                                                              |
| Tunnel |                      | Campi Flegrei (1776 m)                                                          | Campi Flegrei (1776 m)                                                          |
| Haltepunkt / Haltestelle | 204,983              | Bagnoli-Agnano Terme                                                            | Bagnoli-Agnano Terme                                                            |
| Kreuzung geradeaus unten · Abzweig quer und von rechts |                      | Ferrovia Cumana                                                                 | Ferrovia Cumana                                                                 |
| Abzweig geradeaus und von links · Strecke nach rechts |                      |                                                                                 |                                                                                 |
| Haltepunkt / Haltestelle | 206,815              | Cavalleggeri Aosta seit 1961                                                    | Cavalleggeri Aosta seit 1961                                                    |
| Bahnhof | 207,448              | Napoli Campi Flegrei (→ Ferrovia Cumana)                                        | Napoli Campi Flegrei (→ Ferrovia Cumana)                                        |
| Haltepunkt / Haltestelle | 207,898              | Napoli Piazza Leopardi seit 1927                                                | Napoli Piazza Leopardi seit 1927                                                |
| Tunnel |                      | Posillipo (1519 m)                                                              | Posillipo (1519 m)                                                              |
| Haltepunkt / Haltestelle | 209,892              | Napoli Mergellina (bis 2017 Bahnhof)                                            | Napoli Mergellina (bis 2017 Bahnhof)                                            |
| Tunnelanfang | 210,296              | Metropolitana (6041 m)                                                          | Metropolitana (6041 m)                                                          |
| Haltepunkt / Haltestelle (im Tunnel) | 211,550              | Napoli Piazza Amedeo (→ Funicolare di Chiaia)                                   | Napoli Piazza Amedeo (→ Funicolare di Chiaia)                                   |
| Haltepunkt / Haltestelle (im Tunnel) | 213,050              | Napoli Montesanto (→ Circumflegrea, Cumana und Funicolare di Montesanto)        | Napoli Montesanto (→ Circumflegrea, Cumana und Funicolare di Montesanto)        |
| Haltepunkt / Haltestelle (im Tunnel) | 214,370              | Napoli Piazza Cavour (→ U-Bahn-Linie 1)                                         | Napoli Piazza Cavour (→ U-Bahn-Linie 1)                                         |
| Haltepunkt / Haltestelle (im Tunnel) | 215,971              | Napoli Piazza Garibaldi (→ Napoli Centrale, Circumvesuviana und U-Bahn-Linie 1) | Napoli Piazza Garibaldi (→ Napoli Centrale, Circumvesuviana und U-Bahn-Linie 1) |
| Tunnelende | 216,337              |                                                                                 |                                                                                 |
| Bahnhof | 217,302              | Napoli Gianturco                                                                | Napoli Gianturco                                                                |
| Abzweig nach links und nach rechts |                      | nach Salerno / nach Cassino                                                     | nach Salerno / nach Cassino                                                     |

Die Bahnstrecke Villa Literno–Napoli Gianturco ist eine normalspurige Bahnstrecke in Italien. Sie verläuft größtenteils unterirdisch durch die Großstadt Neapel.

## Geschichte
Die Bahnstrecke Villa Literno–Napoli Gianturco wurde als Ergänzungsstrecke der neuen „Direttissima“ Rom–Neapel gebaut: dank dieser Strecke hätten die von Rom kommenden Schnellzüge nach Süditalien fahren können, ohne im Bahnhof Napoli Centrale Kopfmachen zu müssen.
Das Teilstück zwischen Pozzuoli Solfatara und Napoli Piazza Garibaldi wurde am 20. September 1925 in Betrieb genommen und war von Beginn an mit Stromschiene elektrifiziert.
Am 12. Mai 1927 wurde die Strecke fertiggestellt und an beiden Enden mit der „Direttissima“ bzw. mit der Strecke nach Salerno verbunden.
1935 wurde die Stromschiene durch die inzwischen bei den Ferrovie dello Stato üblich gewordene Oberleitung ersetzt.

## Streckenverlauf
Die Bahnstrecke fädelt in Villa Literno von der Bahnstrecke Rom–Formia–Neapel aus und gelangt zunächst geradlinig bis etwa Qualiano. Ab nun tritt die Bahnstrecke in die Phlegräischen Felder ein und erreicht etwa beim Bahnhof Pozzuoli Solfatara in Hanglage Küstennähe. Stets über der Bahnlinie  Ferrovia Cumana gebaut, erreicht sie diese schließlich beim in der Ebene angelegten Bahnhof Napoli Campi Flegrei und gelangt dann, meist unter Tage, über die Stadtteile Mergellina, Chiaia und das Stadtzentrum zur Station Piazza Garibaldi unter dem Bahnhof Napoli Centrale. Die Strecke läuft dann noch ostwärts weiter an die Oberfläche zum Bahnhof Napoli Gianturco.

## Verkehr
Die Strecke wurde für viele Jahrzehnte von Schnellzügen zwischen Rom und Süditalien sowie von einem S-Bahn-ähnlichen Vorortverkehr, der sogenannten „Metropolitana“, genutzt.
Mit der Eröffnung einer „echten“ U-Bahn (auf Italienisch ebenfalls „Metropolitana“) erhielt diese Strecke die Bezeichnung „Linie 2“.
Seit der Inbetriebnahme der Schnellfahrstrecken Rom–Neapel (2006) und Neapel–Salerno (2008) werden die Schnellzüge auf die neuen Strecken umgeleitet. Auf der Strecke Villa Literno–Napoli Gianturco verkehren deshalb ausschließlich Regionalzüge (zwischen Villa Literno und Pozzuoli Solfatara, von Formia kommend) beziehungsweise die S-Bahn-Züge der Linie 2 (zwischen Pozzuoli und Napoli Gianturco, einige davon nach Caserta bzw. Salerno oder Castellammare verlängert).